# Covella Ruffo

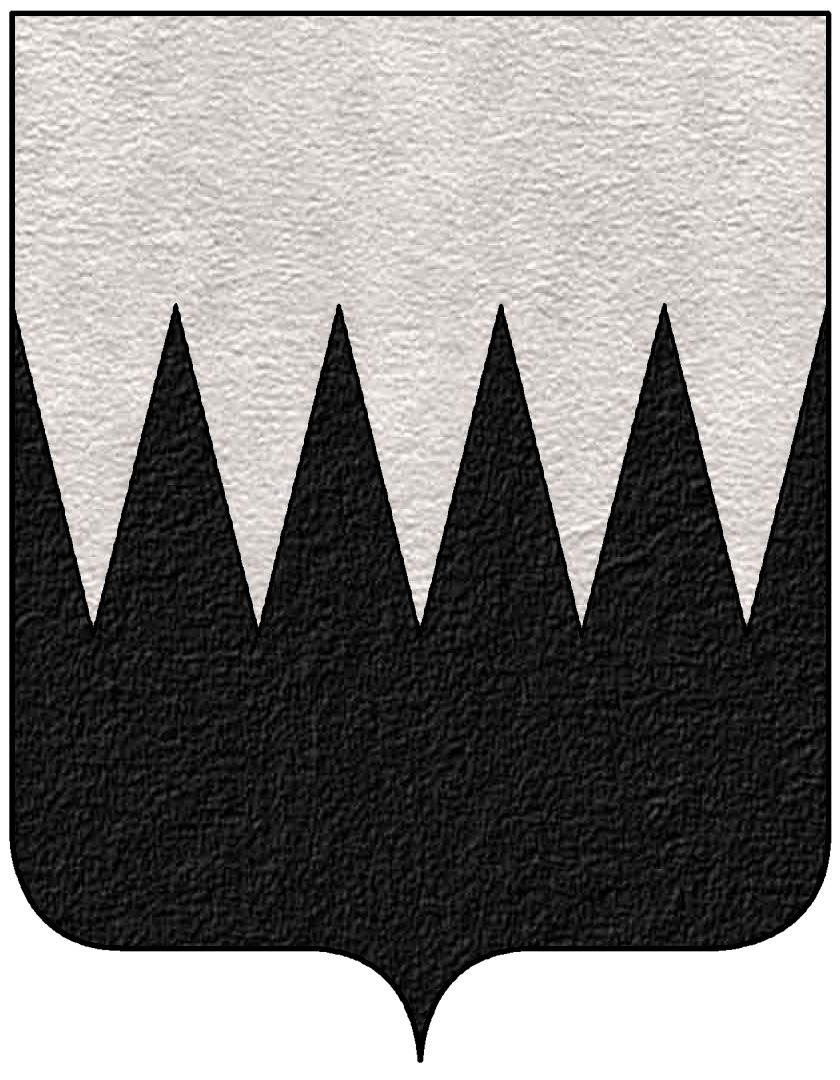
Wappen des Hauses Ruffo

Covella Ruffo (französisch Cambelle Ruffo; * Ende des 14./Anfang des 15. Jahrhunderts; † Oktober 1445) war eine italienische Adelige, Herzogin von Sessa, 7. Gräfin von Montalto und 5. Gräfin von Corigliano und Herrin von Acerenza, Aliano, Bovalino, Briatico, Caloveto, Campora, Cariati, Casalbuono, Corleto, Crosia, Fuscaldo, Lovonio, Misiano, Motta di Filocastro, Paola, Rapone, Roccasteti, Rossano, Ruvo, San Maurello, Scala, Seminara und Vertini.

## Leben
Covella Ruffo wurde zwischen dem Ende des 14. und dem Anfang des 15. Jahrhunderts als Sohn von Carlo Ruffo aus dem Zweig Montalto und Ceccarella Sanseverino, Tochter von Ugo, Graf von Potenza, geboren. Sie hatte eine ältere Schwester mit dem Namen Polissena. Ihre Familie besaß mehrere Lehen, die sich über weite Teile Kalabriens und der Basilikata erstreckten, und genoss am Hof des Königreichs Neapel eine gewisse Vormachtstellung, da sie mit dem Königshaus Anjou-Durazzo verwandt war; sie war eine Nichte von Königin Giovanna II. Anjou-Durazzo durch die Heirat ihrer Schwester Margherita Sanseverino mit Luigi di Durazzo, dem Vater von Karl III., und Giovanna Sanseverino mit Carlo Ruffo di Montalto, dem Urgroßvater von Covella.
Zwischen 1417 und 1420 heiratete Covella Giovanni Antonio Marzano. 1420 folgte Covella ihrer älteren Schwester Polissena in den Lehen der Familie.

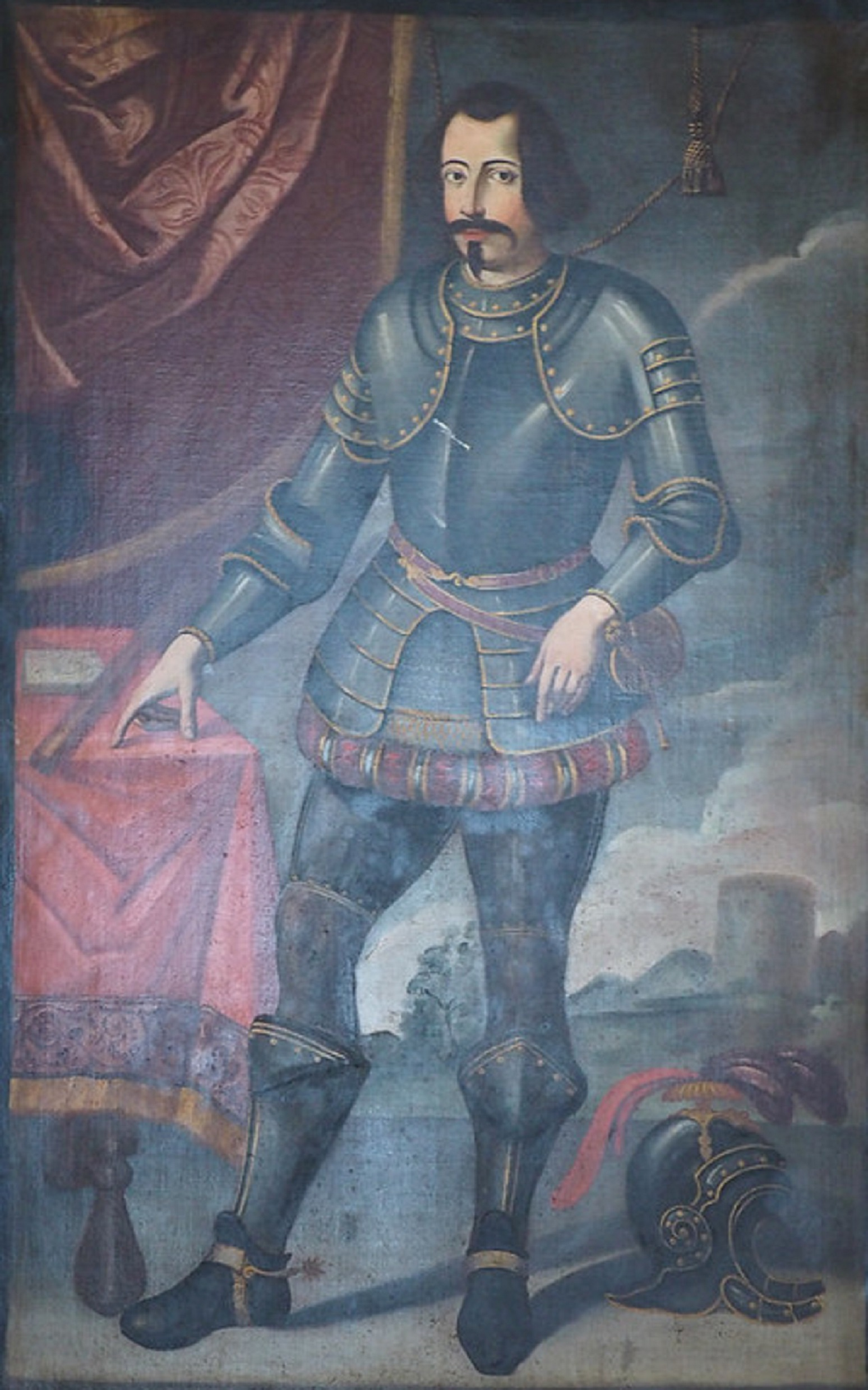
Sergianni Caracciolo, Porträt in Rüstung, Herzogspalast von Martina Franca

Covella, eine grausame und gefühllose Adelige, die von einem Großteil der Bevölkerung des Königreichs gehasst wurde, schmiedete 1432 eine Verschwörung gegen den Großseneschall Sergianni Caracciolo, die am 19. August zu dessen Tod führte, und ließ im Einvernehmen mit der Königin Giovanna II. von Anjou-Durazzo dessen einzigen Sohn Troiano und einige seiner Gefolgsleute festnehmen. Mit dieser Ermordung wurden die Machtverhältnisse am Hof neu definiert und Covella gewann enorm an Macht, so dass sie schließlich die politischen Entscheidungen der Königin selbst maßgeblich beeinflussen konnte.
Covella, verfeindet mit ihrem Ehemann Giovanni Antonio Marzano, mit dem sie nie eine Liebesbeziehung hatte, überredete die Königin, ihn im Herzogtum Sessa zu belagern. Nach langwierigen Verhandlungen teilte sie 1432 die Lehensherrschaft mit Gil Çacirera, einem Vertrauten von Alfons V. von Aragon, dem von der Königin adoptierten Thronfolger.
1434 heiratete sie Karl IV. von Anjou, Graf von Maine.
Covella starb im Oktober 1445 und mit ihr erlosch der Zweig der Ruffo di Montalto, da sie das letzte Mitglied war, und ihr Sohn Marino erbte das gesamte Lehen.

## Abstammung
| Vater Carlo Ruffo             | Antonio Ruffo                      | Carlo Ruffo            | Giovanni Ruffo      |
| Vater Carlo Ruffo             | Antonio Ruffo                      | Carlo Ruffo            | ?                   |
| Vater Carlo Ruffo             | Antonio Ruffo                      | Giovanna Sanseverino   | Roberto Sanseverino |
| Vater Carlo Ruffo             | Antonio Ruffo                      | Giovanna Sanseverino   | Jacopa di Bosco     |
| Vater Carlo Ruffo             | Giovanna "Giovannella" Sanseverino | Enrico Sanseverino     | Ruggero Sanseverino |
| Vater Carlo Ruffo             | Giovanna "Giovannella" Sanseverino | Enrico Sanseverino     | Giovanna d’Aquino   |
| Vater Carlo Ruffo             | Giovanna "Giovannella" Sanseverino | ?                      | ?                   |
| Vater Carlo Ruffo             | Giovanna "Giovannella" Sanseverino | ?                      | ?                   |
| Mutter Ceccarella Sanseverino | Ugo Sanseverino                    | Jacopo Sanseverino     | Tommaso Sanseverino |
| Mutter Ceccarella Sanseverino | Ugo Sanseverino                    | Jacopo Sanseverino     | Sveva d’Avezzano    |
| Mutter Ceccarella Sanseverino | Ugo Sanseverino                    | Margherita Chiaramonte | ?                   |
| Mutter Ceccarella Sanseverino | Ugo Sanseverino                    | Margherita Chiaramonte | ?                   |
| Mutter Ceccarella Sanseverino | ?                                  | ?                      | ?                   |
| Mutter Ceccarella Sanseverino | ?                                  | ?                      | ?                   |
| Mutter Ceccarella Sanseverino | ?                                  | ?                      | ?                   |
| Mutter Ceccarella Sanseverino | ?                                  | ?                      | ?                   |

## Nachkommen
Covella Ruffo heiratete zwischen 1417 und 1420 Giovanni Antonio Marzano, mit dem sie einen einzigen Sohn hatte, Marino Marzano.
Mit ihrem zweiten Ehemann Karl IV. von Anjou hatte sie 1433 einen Sohn, Jean Louis Marin, der jedoch im Kindesalter starb.